# Bikschote
Bixschoote, en néerlandais Bikschote est une section de la commune belge de Langemark-Poelkapelle située en Région flamande dans la province de Flandre-Occidentale. C'était une commune à part entière avant la fusion des communes de 1971 quand elle fut intégrée dans la commune de Langemark.

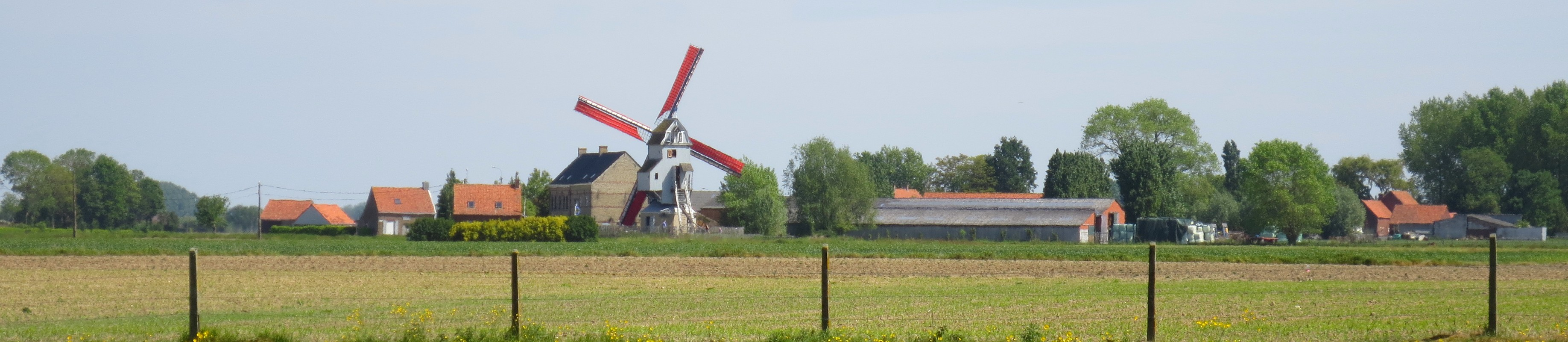
Bikschote

## Démographie

### Évolution démographique
- Sources : INS, Rem. : 1831 jusqu'en 1961 = recensements[3].

## Histoire
Pendant la Première Guerre mondiale, la ligne de front passait aux environs de Bixschote. Des combats ont eu lieu à différents moments, comme par exemple en novembre 1914